# Tomás Iwasaki
Tomás Iwasaki (Miraflores, 13 novembre 1937 – 23 aprile 2020) è stato un calciatore peruviano.

## Carriera

### Club
Iwasaki giocò all'inizio degli anni '60 nell'Universitario, con cui vinse la Primera División 1959 e 1960. Dopo un biennio al Deportivo Municipal, torna all'Universitario con cui vince il suo terzo campionato.
Chiuse la carriera al KDT Nacional nel 1969, retrocedendo in cadetteria al termine del Campeonato Descentralizado 1969.

### Nazionale
Venne convocato nella Nazionale olimpica di calcio del Perù, per disputare le XVII Olimpiadi. Con gli andini ottenne il terzo posto del girone D della fase a gruppi, venendo eliminato dalla competizione.
Dal 1959 al 1966 fece parte della Nazionale di calcio del Perù, ottenendo 5 presenze. Partecipa con la nazionale andina al Campeonato Sudamericano de Football 1959 in Argentina, ottenendo il quarto posto finale, scendendo in campo solo nella sconfitta per 2-1 contro il Paraguay.

## Statistiche

### Cronologia presenze e reti nella Nazionale Olimpica
| Cronologia completa delle presenze e delle reti in nazionale ― Perù olimpica | Cronologia completa delle presenze e delle reti in nazionale ― Perù olimpica | Cronologia completa delle presenze e delle reti in nazionale ― Perù olimpica | Cronologia completa delle presenze e delle reti in nazionale ― Perù olimpica | Cronologia completa delle presenze e delle reti in nazionale ― Perù olimpica | Cronologia completa delle presenze e delle reti in nazionale ― Perù olimpica | Cronologia completa delle presenze e delle reti in nazionale ― Perù olimpica | Cronologia completa delle presenze e delle reti in nazionale ― Perù olimpica |
| Data                                                                         | Città                                                                        | In casa                                                                      | Risultato                                                                    | Ospiti                                                                       | Competizione                                                                 | Reti                                                                         | Note                                                                         |
| ---------------------------------------------------------------------------- | ---------------------------------------------------------------------------- | ---------------------------------------------------------------------------- | ---------------------------------------------------------------------------- | ---------------------------------------------------------------------------- | ---------------------------------------------------------------------------- | ---------------------------------------------------------------------------- | ---------------------------------------------------------------------------- |
| 01/09/1960                                                                   | Pescara                                                                      | Perù olimpica                                                                | 3 – 1                                                                        | India olimpica                                                               | Olimpiadi 1960                                                               | -                                                                            |                                                                              |
| Totale                                                                       |                                                                              | Presenze                                                                     | 1                                                                            |                                                                              | Reti                                                                         | 0                                                                            |                                                                              |

## Palmarès
- Campionato peruviano: 3

Universitario: 1959, 1960, 1967